# Gliese 625
Gliese 625 är en röd dvärgstjärna av spektraltyp M2 i stjärnbilden Draken. Den befinner sig på ungefär 21 ljusårs avstånd från solsystemet och har magnitud 10,17. Stjärnan är en medlem i den öppna stjärnhopen Collinder 285.